# تيم فليتشير
تيم فليتشير هو موسيقي كندي، ولد في 12 يوليو 1978 في مونتريال في كندا.

## وصلات خارجية
- تيم فليتشير على موقع ميوزك برينز (الإنجليزية)
- تيم فليتشير على موقع أول ميوزيك (الإنجليزية)
- تيم فليتشير على موقع ديسكوغز (الإنجليزية)